# Армянский джаз
Данная статья освещает историю и развитие джаза в Армении.

## История
Джаз начали исполнять в Армении уже в 1920-х годах. В начале 1930-х начали появляться коллективы, исполнявшие преимущественно этот стиль музыки. Наиболее известным коллективом тогда был оркестр Цолака Вартазаряна, который выступал в кинотеатре «Москва». Первым джазовым коллективом считается Государственный джазовый оркестр Армении (позже эстрадный оркестр), созданный в 1938 году по прямому указанию правительства республики. Возглавлял его композитор и виолончелист Артемий Айвазян, а дирижировал Цолак Вартазарян.
В 1950-х — начале 1960-х годов в Советской Армении началось увлечение джазом. По всей республике возникали небольшие джазовые группы. Был популярен квартет под управлением Левона Малхасяна, созданный при Лингвистическом институте. Молодые музыканты — пианист Левон Малхасян, Армен Тутунджян (барабаны), Артур Абрамян (контрабас) и Александр Захарян (саксофон) много выступали в Ереване на молодёжных вечерах, организовывали джазовые вечера, создавали джазовые клубы, выезжали на фестивали в разные города Советского Союза. С началом 1970-х годов в республике появились много талантливых музыкантов — Давид Азарян и Арташес Карталян, гитарист Борис Андреасян, пианист Микаэл Закарян, квартет Армена Тер-Татевосяна, ансамбль под руководством Эдуарда Бахчияна.
Начиная с 70-х годов джазовый оркестр Армении приобрёл большую популярность в Советском Союзе. Государственный эстрадный оркестр Армении под руководством Константина Орбеляна первым среди советских джазовых коллективов побывал в США. Советские армянские музыканты дали 25 концертов в ряде крупных городов Америки. Оставаясь на посту руководителя Государственного эстрадного оркестра Армении 36 лет, Константин Орбелян сумел превратить его из любительского джаз-коллектива в профессиональный современный джазовый коллектив. В 1979 году за заслуги в развитии советской музыкальной культуры Орбеляну было присвоено звание Народного артиста СССР.
В 1980-х годах в советском джазе была известна и очень популярна Татевик Оганесян. Начав петь джаз в 11 лет в оркестре радио и телевидения, в 17 она стала солисткой оркестра Константина Орбеляна. Её называли «армянской Эллой Фицджеральд» и год за годом присуждали титул лучшей джазовой певицы Советского Союза.
В начале 1990-х в стране в связи с распадом СССР, началом военных действий в Карабахе и последовавшим за этими событиями экономическим кризисом Константин Орбелян не смог продолжать работу с оркестром и уехал в Сан-Франциско.
В 1997 году вновь собранный из молодых музыкантов ансамбль под названием «Государственный джаз-оркестр Армении» возглавил композитор и  пианист Армен Мартиросян. Коллектив много раз гастролировал в США, сумел завоевать несколько национальных наград и выпустил два альбома.

## Современный период
На 2012 год в Армении существует много коллективов, играющих джаз самых разных стилей и направлений — этно-джаз квинтет Time Report, джаз-рок септет Katuner под руководством Ваагна Айрапетяна, играющий традиционный джаз квартет Chico & Friends, молодёжный фьюжн-состав Art Voices, женский коллектив Jazzel, квинтет Ulikhanyan, квартет NooZ и всемирно известный Armenian Navy Band под руководством Арто Тунчбояджяна. Наиболее популярные джазмены в Армении — Мартин Вартазарян, Левон Малхасян, Ваагн Айрапетян, Армен Тутунджян, Армен Усунц, Армине Саркисян, Тигран Амасян, Гарри Кесаян, Ашот Парунакян, Джон Бабоян, Степан Шакарян и другие.

## Ереванский джаз-фестиваль
Первые всесоюзные джаз-фестивали в Ереване прошли в 1985 и 1986 годах. В 1998 году в Армении был проведён первый «Ереванский международный джаз-фестиваль». С тех пор джазовые фестивали проходят ежегодно, длятся они 2-3 дня. Участвуют в них популярные  зарубежные и местные джаз-музыканты.